# Edvin Brorsson
Edvin Brorsson, född 6 juli 1899, död 10 september 1988 i Malmö, var en svensk författare, biologilärare och akvarist. Brorsson var en banbrytare inom svensk akvariehobby  och anses vara den svenska akvaristikens fader. Edvin Brorsson anses vara den drivande kraften bakom Malmö Akvarieförenings grundande 1926 och grundade 1927 Tidskriften Akvariet. 

## Tidskriften Akvariet
| ”                                                      | Då en tidning eller tidskrift utkommer i sitt första nummer, är det ju en oskriven lag, att vederbörande red. För läsekretsen framlägger de riktlinjer, som komma att följa vid redigeringen. Beträffande denna lilla tidskrift torde knappast en dylik ”deklaration” vara nödvändig. Akvarieintresset som sedan gammalt varit utbrett i våra grannland i söder, Tyskland och Danmark, har även fått fast fot i vårt eget land” ”Av denna anledning ha de svenska akvarieföreningarna beslutat utgiva en månadsskrift, vars första nummer härmed överlämnas åt allmänheten. | „ |
| – Redaktör Edvin Brorsson, Akvariet, nr1, januari 1927 | |   |